# Polały się łzy
Polały się łzy – wiersz Adama Mickiewicza pochodzący z cyklu Liryki lozańskie. Utwór jest pięciowersowym epigramatem o szczególnej budowie wersyfikacyjnej. Jest zbudowany na zasadzie pierścienia. W utworze występują charakterystyczne rymy wewnętrzno-zewnętrzne. Julian Przyboś nazwał liryk Mickiewicza wierszem-płaczem. Poeta wymienia w nim trzy etapy swojego życia, dzieciństwo, młodość i wiek dojrzały, męski.
Polały się łzy me czyste, rzęsiste

Na me dzieciństwo sielskie, anielskie,

Na moją młodość górną i durną,

Na mój wiek męski, wiek klęski:

Polały się łzy me czyste, rzęsiste…
Wiersz analizowali Leonard Neuger i Ewa Sławkowa.